# Eksotični mezon
Eksotični mezon je vrsta mezonov, ki ne spadajo v kvarkovski model. Zanje je značilno, da ne vsebujejo samo enega valenčnega para kvark-antikvark. Med eksotične mezone prištevamo :
- eksotične mezone, ki imajo takšna kvantna števila, da jih ne moremo uvrstiti v kvarkovski model
- tetrakvarke
- gluonije (glueballs  ali gluonske krogle)
- hibridne mezone, ki vsebujejo valenčni par kvark-antikvark in enega ali več gluonov.

Vsi našteti so mezoni. Imajo barionsko število enako 0. Gluonij je po okusu siglet ( vsa kvantna števila za izospin, čudnost, čar, dno in vrh so enaka 0).